# Championnat d'Angleterre de football 1926-1927
Navigation
Édition précédente Édition suivante
La 35e édition du championnat d'Angleterre de football est remportée par Newcastle United. C’est la quatrième victoire et dernière à ce jour du club. Newcastle réussit donc à faire chuter Huddersfield Town qui restait sur trois victoires consécutives. Le club du West Yorkshire termine néanmoins à une belle deuxième place cinq points derrière le premier. Sunderland AFC complète le podium.
Le système de promotion/relégation reste en place : descente et montée automatique, sans matchs de barrage pour les deux derniers de première division et les deux premiers de deuxième division. Leeds United qui n’aura passé qu’une saison en première division  et West Bromwich Albion descendent en deuxième division. Ils sont remplacés pour la saison 1927/28 par Middlesbrough et Portsmouth.
Jimmy Trotter, joueur de The Wednesday, avec 37 buts, termine meilleur buteur du championnat. 

## Les clubs de l'édition 1926-1927
| Club                                 | Ville               |
| ------------------------------------ | ------------------- |
| Arsenal Football Club                | Londres             |
| Aston Villa Football Club            | Birmingham          |
| Birmingham City Football Club        | Birmingham          |
| Blackburn Rovers Football Club       | Blackburn           |
| Bolton Wanderers Football Club       | Bolton              |
| Burnley Football Club                | Burnley             |
| Bury Football Club                   | Bury                |
| Cardiff City Football Club           | Cardiff             |
| Derby County Football Club           | Derby               |
| Everton Football Club                | Liverpool           |
| Huddersfield Town Football Club      | Huddersfield        |
| Leicester City Football Club         | Leicester           |
| Leeds United Football Club           | Leeds               |
| Liverpool Football Club              | Liverpool           |
| Manchester United Football Club      | Manchester          |
| Newcastle United Football Club       | Newcastle upon Tyne |
| Sheffield United Football Club       | Sheffield           |
| Sunderland Association Football Club | Sunderland          |
| Tottenham Hotspur Football Club      | Londres             |
| The Wednesday                        | Sheffield           |
| West Bromwich Albion Football Club   | Birmingham          |
| West Ham United Football Club        | Londres             |

## Classement
Le classement est établi sur le barème de points classique (victoire à 2 points, match nul à 1, défaite à 0).
| Rang | Équipe               | Pts | J  | G  | N  | P  | Bp | Bc | Diff |
| ---- | -------------------- | --- | -- | -- | -- | -- | -- | -- | ---- |
| 1    | Newcastle United     | 56  | 42 | 25 | 6  | 11 | 96 | 58 | +38  |
| 2    | Huddersfield Town    | 51  | 42 | 17 | 17 | 8  | 76 | 60 | +16  |
| 3    | Sunderland           | 49  | 42 | 21 | 7  | 14 | 98 | 70 | +28  |
| 4    | Bolton Wanderers     | 48  | 42 | 19 | 10 | 13 | 84 | 62 | +22  |
| 5    | Burnley              | 47  | 42 | 19 | 9  | 14 | 91 | 80 | +11  |
| 6    | West Ham United      | 46  | 42 | 19 | 8  | 15 | 86 | 70 | +16  |
| 7    | Leicester City       | 46  | 42 | 17 | 12 | 13 | 85 | 70 | +15  |
| 8    | Sheffield United     | 44  | 42 | 17 | 10 | 15 | 74 | 86 | -12  |
| 9    | Liverpool            | 43  | 42 | 18 | 7  | 17 | 69 | 61 | +8   |
| 10   | Aston Villa          | 43  | 42 | 18 | 7  | 17 | 81 | 83 | -2   |
| 11   | Arsenal              | 43  | 42 | 17 | 9  | 16 | 77 | 86 | -9   |
| 12   | Derby County         | 41  | 42 | 17 | 7  | 18 | 86 | 73 | +13  |
| 13   | Tottenham Hotspur    | 41  | 42 | 16 | 9  | 17 | 76 | 78 | -2   |
| 14   | Cardiff City         | 41  | 42 | 16 | 9  | 17 | 55 | 65 | -10  |
| 15   | Manchester United    | 40  | 42 | 13 | 14 | 15 | 52 | 64 | -12  |
| 16   | The Wednesday        | 39  | 42 | 15 | 9  | 18 | 75 | 92 | -17  |
| 17   | Birmingham City      | 38  | 42 | 17 | 4  | 21 | 64 | 73 | -9   |
| 18   | Blackburn Rovers     | 38  | 42 | 15 | 8  | 19 | 77 | 96 | -19  |
| 19   | Bury                 | 36  | 42 | 12 | 12 | 18 | 68 | 77 | -9   |
| 20   | Everton              | 34  | 42 | 12 | 10 | 20 | 64 | 90 | -26  |
| 21   | Leeds United         | 30  | 42 | 11 | 8  | 23 | 69 | 88 | -19  |
| 22   | West Bromwich Albion | 30  | 42 | 11 | 8  | 23 | 65 | 86 | -21  |

|  | Champion d'Angleterre |
|  | Relégation            |

### Meilleur buteur
- Jimmy Trotter, The Wednesday, 37 buts

## Bilan de la saison
| Tableau d'Honneur                    |                  |
| Compétition                          | Vainqueur        |
| Championnat d'Angleterre de football | Newcastle United |
| Coupe d'Angleterre de football       | Cardiff City     |
| Charity Shield                       | Amateurs XI      |

| Promotions et relégations |                                   |
| Promus                    | Middlesbrough FC Portsmouth FC    |
| Relégués                  | Leeds United West Bromwich Albion |